# Lampetis beatricis
Lampetis beatricis es una especie de escarabajo del género Lampetis, familia Buprestidae. Fue descrita científicamente por Obenberger en 1943.